# أنتي نيكيلا
أنتي نيكيلا (بالفنلندية: Antti Nikkilä) مواليد 25 أغسطس 1978 في تامبيري، هو لاعب كرة سلة فنلندي. بدأ مسيرته الاحترافية في سنة 1997. يلعب في الدوري الفنلندي لكرة السلة كلاعب وسط. يحمل الرقم 8. يبلغ طوله 6 قدم 11 بوصة (2.1 م).

## المسيرة الاحترافية
لعب مع بي سي إم جرافيلين في الدوري الفرنسي في سنة 2005، ثم لعب مع يوفي كازيرتا باسكت في الدوري الإيطالي في موسم 2005–2006، ثم لعب مع دينامو باسكت ساساري في موسم 2007–2008، ثم لعب مع نادي سانت جوسيب لكرة السلة في الدوري الإسباني في موسم 2009–2010.

## روابط خارجية
- أنتي نيكيلا على موقع الاتحاد الدولي لكرة السلة (الإنجليزية)
- أنتي نيكيلا على موقع كرة السلة الأوروبية.كوم (الإنجليزية)
- أنتي نيكيلا على موقع كلية كرة السلة في سبورتس رفرنس.كوم (الإنجليزية)
- أنتي نيكيلا على موقع ريلجم (الإنجليزية)
- أنتي نيكيلا على موقع بروبوليرز (الإنجليزية)
- أنتي نيكيلا على موقع سبورتس رفرنس (الإنجليزية)